# Le Rubli
Le Rubli, ou le Rübli, est un sommet des Préalpes vaudoises, rattachées aux Alpes bernoises, en Suisse, qui culmine à 2 284 m d'altitude.

## Toponymie
Rubli est la version francisée du mot Rübli qui signifie « carotte » en suisse allemand.

## Géographie
Le Rubli domine au nord la vallée de la Sarine et la commune de Rougemont. Ses pentes font partie du domaine skiable de Rougemont-La Videmanette.